# Gaio Vettio Sabiniano Giulio Ospite
Gaio Vettio Sabiniano Giulio Ospite (latino: Gaius Vettius Sabinianus Iulius Hospes; 142 circa – dopo il 176) è stato un politico e militare romano che divenne console intorno all'anno 175 o 176. Ebbe una lunga e brillante carriera militare e politica sotto i principati degli imperatori romani Antonino Pio, Marco Aurelio e Commodo.

## Biografia
Originariamente membro dell'ordine equestre, Vettio Sabiniano potrebbe essere originario dell'Africa settentrionale. In seguito sembra sia stato adottato dalla Gens Vettia Sabina. Iniziò la sua carriera militare come Praefectus cohortis della II Commagenorum, unità ausiliaria a quel tempo dislocata in Dacia. In seguito, venne promosso tribuno militare della legio I Italica di stanza a Novae, in Mesia inferiore. Pochi anni più tardi Vettio Sabiniano fu costretto ad andare a Roma per ottenere un avanzamento di carriera (cursus honorum) davanti all'imperatore Antonino Pio, che gli permise di ottenere nuovi e più prestigiosi incarichi militari. Venne quindi nominato questore all'età di 25 anni, poi tribuno della plebe, pretore (praetori trib(uno) pleb(is) quaestori trans/lato in amplissimum ordinem ab Imp(eratore) / divo T(ito) Antonino), prima di essere nominato proconsole d'Asia. Vettio Sabiniano ebbe poi l'incarico speciale, come legatus Augusti di investigare sulla gestione delle Cicladi, che si trovavano sotto la gestione della provincia romana d'Asia (leg(ato) / Aug(usti) ad ordinandos status insularum / Cycladum legato provinciae Asiae). A volte durante questo periodo, venne richiesta la sua presenza in Senato, dietro indicazione dello stesso imperatore.
Durante il principato di Marco Aurelio e Lucio Vero (161), Vettio Sabiniano ricoprì la carica di responsabile giuridico delle tre regioni italiche di Emilia, Etruria e Liguria (iuridico per tractus / Etruriae Aemiliae Liguriae). Nel 169 venne promosso prima legatus legionis della legio III Italica e poi, a seguito dello scoppio delle guerre marcomanniche, gli venne dato l'incarico speciale di legato Augusti rationibus putandis trium Galliarum (per il controllo delle finanze urbane delle tre province della Gallia). Il suo successivo incarico fu come legatus legionis della legio XIV Gemina, avendo ora sia la giurisdizione militare che civile sulla provincia romana della Pannonia superiore, dopo che il governatore provinciale romano della stessa provincia era caduto in battaglia nel 170 (leg(ato) leg(ionis) XIIII Gem(inae) cum iurisdicatu Panno/niae superioris).
Poco dopo venne promosso a Praefectus aerarii Saturni (prefetto responsabile del tesoro dell'Aerarium Saturni). Tornò quindi lungo la frontiera danubiana dove ottenne l'incarico di Legatus Augusti pro praetore della Pannonia inferiore, che ricoprì dal 171 al 175 circa. Qui rimase al fianco dell'imperatore Marco Aurelio durante la prima expeditio germanica, prendendo direttamente parte all'invasione dei territori a nord del Danubio, in Marcomannia. Per questi anni di dura guerra Marco lo premiò con numerose decorazioni militari (donis donato a[b] / eodem Imp(eratore) ob expeditionem Germ(anicam) et Sarm(aticam) / corona murali vallari itemq(ue) aurea hastis / puris duab(us) vexillis totidem).
Quando Avidio Cassio si ribellò a Marco Aurelio nella primavera del 175, Vettio Sabiniano fu inviato dallo stesso imperatore a raccogliere nuove forze militari in Illiricum per difendere la città di Roma da una possibile avanzata di Avidio Cassio (praeposito vexillatio/nibus ex Illyrico missis ab Imp(eratore) divo M(arco) An[to]/nino ad tutelam urbis). Secondo l'opinione di Frank McLynn, egli venne inviato a Roma sia per fronteggiare un eventuale nuova invasione germanica, sia per controllare la famiglia di Lucio Vero (morto nel 169) che non contribuisse ad avvantaggiare l'usurpazione di Cassio ai danni di Marco. Come ricompensa, al termine della crisi, Vettio Sabiniano venne promosso console suffetto dall'imperatore attorno al 176. In seguito (nel 176/inizi del 177) divenne prima curator di Puteoli, poi responsabile della cura degli edifici sacri come i templi (curatori aedium sacrar(um) / item r(ei) p(ublicae) Puteolanorum). Venne quindi nominato legatus Augusti pro praetore della Dalmazia nel 177, con il compito di trattare con le bande di banditi che avevano infestato le attuali regioni di Albania e Montenegro, che il governatore precedente Didio Giuliano era riuscito a debellare.
Nel periodo che va dal 179 al 182, Vettio Sabiniano ricoprì la carica di governatore imperiale delle tre Dacie, durante il quale sottomise 12.000 Daci liberi e li sistemò all'interno della provincia imperiale. E sempre a lui potrebbe attribuirsi la campagna vittoriosa contro il popolo dei Buri (expeditio burica) fino al 182, che vide la creazione di una zona di sicurezza larga cinque miglia lungo i confini provinciali. In seguito divenne legatus Augusti pro praetore della Pannonia superiore. E da ultimo divenne attorno al 191, proconsole della provincia d'Africa.
Egli ottenne durante la sua lunga carriera militare, numerose ricompense, tra cui l'assegnazione di una corona civica per tre volte, un'hasta pura e per due volte dei vexilla. Si sposò con la figlia di Servio Cornelio Scipione Salvidieno Orfito, che fu console attorno al 150. Suo nipote era quel Gaio Vettio Grato Sabiniano, console nel 221.